# Feud
 For alternative betydninger, se Fejde.
Feud er en amerikansk tv-serie, der i dramatiseret form behandler en række virkelige hændelser.
Den første sæson med titlen Bette and Joan handler om rivaliseringen mellem skuespillerne Bette Davis og Joan Crawford under og efter indspilningen af Hvad blev der egentlig af Baby Jane? fra 1962. FX, der producerer serien, har annonceret en sæson mere med titlen Charles and Diana med planlagt udsendelse i 2018.

## Medvirkende

### Bette and Joan
- Jessica Lange - Joan Crawford
- Susan Sarandon - Bette Davis

| Fjernsyn | Spire Denne artikel om et tv-program er en spire som bør udbygges. Du er velkommen til at hjælpe Wikipedia ved at udvide den. |